# Renauvoid
Renauvoid là một xã, nằm ở tỉnh Vosges trong vùng Grand Est của Pháp. Xã này có diện tích 9,36 km², dân số năm 1999 là 103 người. Xã này nằm ở khu vực có độ cao trung bình 400 m trên mực nước biển.

## Biến động dân số
| 1962                                         | 1968 | 1975 | 1982 | 1990 | 1999 |
| -------------------------------------------- | ---- | ---- | ---- | ---- | ---- |
| 69                                           | 90   | 72   | 72   | 90   | 103  |
| Số liệu từ năm 1962: Dân số không tính trùng |      |      |      |      |      |